# 1427 Ruvuma
Az 1427 Ruvuma (ideiglenes jelöléssel 1937 KB) a Naprendszer kisbolygóövében található aszteroida. Cyril Jackson fedezte fel 1937. május 16-án, Johannesburgban.